# Grzegorz Kmiecik
Grzegorz Kmiecik (ur. 17 kwietnia 1984 w Krakowie) – polski piłkarz grający na pozycji napastnika. Wychowanek Wisły Kraków.

## Życiorys
Syn reprezentanta Polski i wieloletniego zawodnika Wisły Kraków – Kazimierza Kmiecika. W Ekstraklasie zadebiutował 31 lipca 2004 roku spotkaniu GKS Katowice – Lech Poznań. W sezonie 2007/2008 zdobył Mistrzostwo Polski z Wisłą Kraków. 8 stycznia 2009 roku Wisła rozwiązała z nim kontrakt za porozumieniem stron. W rundzie wiosennej sezonu 2008/2009 był zawodnikiem Stali Stalowa Wola. W rundzie jesiennej sezonu 2009/2010 był piłkarzem austriackiego SV Würmla. W rundzie wiosennej sezonu 2009/2010 był zawodnikiem Sandecji Nowy Sącz. Od początku sezonu 2010/2011 Kmiecik reprezentował barwy II-ligowego Tura Turek. Na wiosnę napastnik przeniósł się do IV-ligowej Szczakowianki Jaworzno, z którą awansował do III ligi i z dorobkiem 15 bramek został najlepszym strzelcem jaworznickiej ekipy. W latach 2012–2013 bronił barw III-ligowego LKS Czaniec, w roku 2013 był graczem III-ligowej Janiny Libiąż. Od sezonu 2017/2018 był grającym trenerem MKS Babia Góra Sucha Beskidzka. W 2019 roku uzyskał z klubem awans z wadowickiej A-klasy do oświęcimskiej grupy okręgowej. W kwietniu 2020 roku rozwiązał kontrakt za porozumieniem stron.